# Beringerberg
Beringerberg (en luxembourgeois : Bierengerbierg ) est un lieu-dit de la commune luxembourgeoise de Mersch située dans le canton de Mersch.